# Burgmannshof Lübbecke

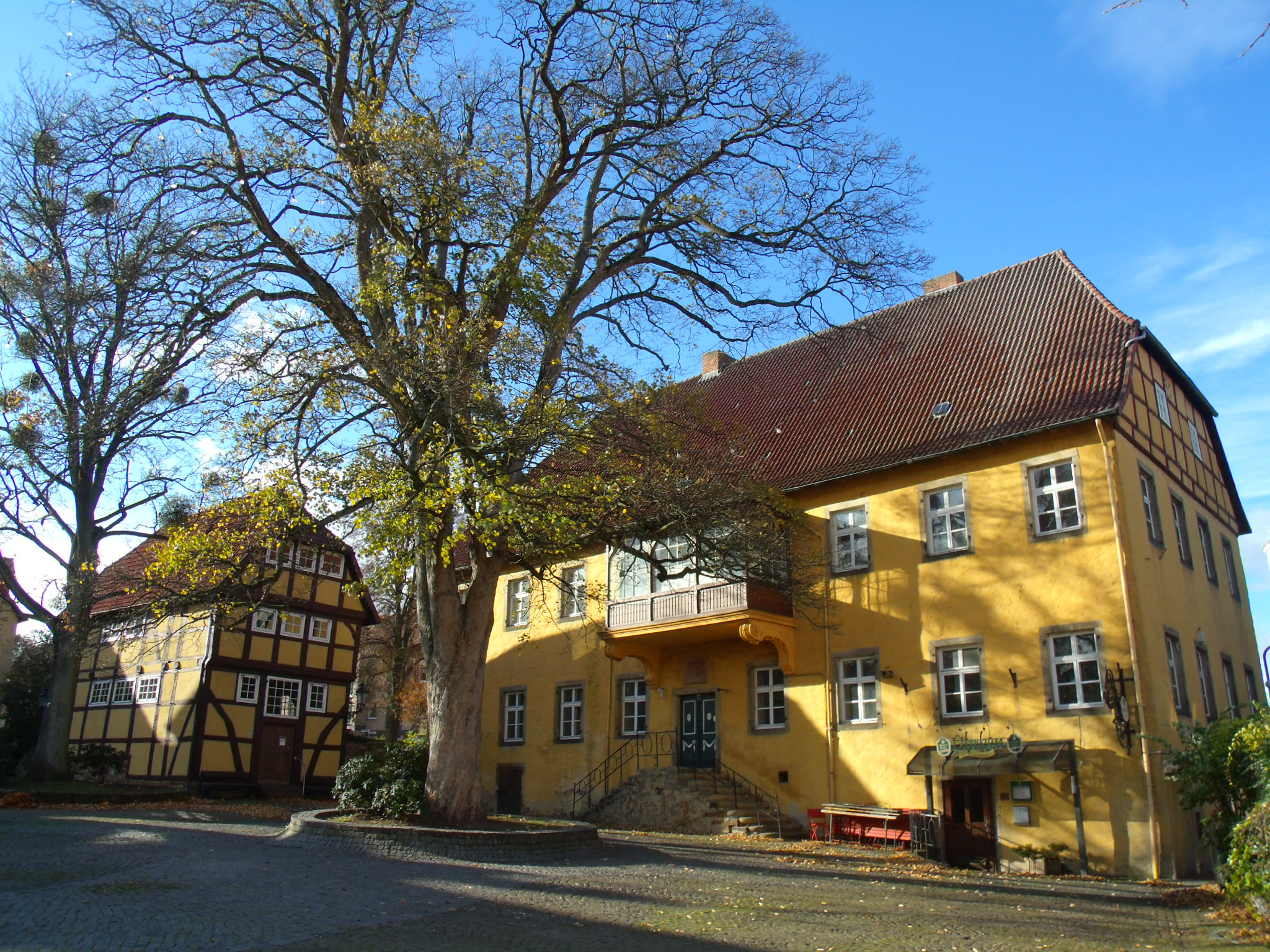
Burgmannshof am Markt

Der ehemalige Burgmannshof ist ein denkmalgeschütztes Profangebäude am Markt 29 in der ostwestfälischen Stadt Lübbecke im Kreis Minden-Lübbecke in Nordrhein-Westfalen. Er diente ursprünglich als Burgmannshof für die Burgmannen der nahegelegenen Landesburg Reineberg.

## Geschichte und Architektur
Das verputzte Herrenhaus mit drei Standerkern auf der westlichen Traufseite ist von einer Ringmauer umgeben. Die Giebel unter dem Walmdach sind in Fachwerkbauweise ausgeführt. Das Portal im Osten ist über eine vorgelagerte Freitreppe erreichbar und trägt die Jahreszahl 1735. Der südliche Fachwerkspeicher steht auf einem Bruchsteinsockel, die Obergeschosse kragen vor. Er wird derzeit als Ausstellungsmöglichkeit für den Kunstverein Lübbecke e.V. genutzt. Der Burgmannshof ist – neben dem Gapendorfschen Hof in der Gerichtsstraße – der letzte von ehemals 16 Höfen des Dienstadels in Lübbecke.
Das im Besitz der Familie von der Recke befindliche Gebäude diente in der zweiten Hälfte des 19. Jahrhunderts als Sitz des Kreises Lübbecke.
Seit 1986 hängt in der Mauer des Burgmannshofes die Glocke der katholischen Kirche in Striegau.